# Hoàng Minh Thảo
Pour les articles homonymes, voir Hoang.
Hoàng Minh Thảo, né le 25 octobre 1921 et mort le 8 septembre 2008, est un général et un théoricien de l'Armée populaire vietnamienne. Il s'est également illustré dans des recherches scientifiques.
Thao est fait général de division en 1959. Pendant la guerre du Viêt Nam, il commande notamment les troupes nord-vietnamiennes lors de la campagne de libération des hauts-plateaux centraux en mars 1975. Il reçoit le rang du général du corps d'armée en 1974 et colonel général en 1984.
Après la guerre, il dirige l'Académie militaire d'Hanoi et prend ses fonctions de Ministre la Défense du Viêt Nam. Il prend sa retraite en 1995. Récompensé pour sa bravoure par Hô Chi Minh, il a notamment reçu la Médaille de la Victoire.